# 1420.
1420. je tretje desetletje v 15. stoletju med letoma 1420 in 1429. 